# 1607
| [ Edytuj tabelę ]              | |
| Król Polski                    | - 1587 Zygmunt III Waza 1632 |
| Współksiążęta Andory           | - 1588 Andreu Capella 1609 - 1572 Henryk IV Burbon 1610                                                                                        |
| Król Anglii i Szkocji          | - 1603 Jakub I 1625 |
| Elektor Brandenburgii          | - 1598 Joachim Fryderyk 1608 |
| Książę Bawarii                 | - 1597 Maksymilian I Bawarski 1623 |
| Sułtan Brunei                  | - 1605 Hassan 1619 |
| Cesarz Chin                    | - 1572 Wanli 1620 |
| Król Czech                     | - 1576 Rudolf II Habsburg 1611 |
| Król Danii                     | - 1588 Chrystian IV 1648 |
| Dalajlama                      | - 1589 Jonten Gjaco 1616 |
| Cesarz Etiopii                 | - 1606 Susnyjos I 1632 |
| Król Francji                   | - 1589 Henryk IV 1610 |
| Król Hiszpanii                 | - 1598 Filip III 1621 |
| Landgraf Hesji-Kassel          | - 1592 Maurycy Uczony 1627 |
| Stadhouder Holandii            | - 1584 Maurycy Orański 1625 |
| Szach Iranu                    | - 1587 Abbas I Wielki 1629 |
| Państwo Wielkich Mogołów       | - 1605 Dżahangir 1627 |
| Król Irlandii                  | - 1603 Jakub I Stuart 1625 |
| Cesarz Japonii                 | - 1586 Go-Yōzei 1611 |
| Kalif                          | - 1603 Ahmed I 1617 |
| Patriarcha Konstantynopola     | - 1603 Rafał II 1607 - 1607 Neofit II 1612 |
| Władca Korei                   | - 1567 Sŏnjo 1608 |
| Książę Kurlandii i Semigalii   | - 1587 Fryderyk Kettler 1642 - 1587 Wilhelm Kettler 1616                                                                                       |
| Sułtan Maroka                  | - 1603 Abu Faris Abdullah 1608 |
| Król Nawarry                   | - 1572 Henryk III 1610 |
| Król Norwegii                  | - 1588 Chrystian IV 1648 |
| Sułtan Omanu                   | - 1560 Abd Allah ibn Muhammad 1624 |
| Elektor Palatynatu             | - 1583 Fryderyk IV 1610 |
| Papież                         | - 1605 Paweł V 1621 |
| Książę Parmy i Piacenzy        | - 1592 Ranuccio I 1622 |
| Król Portugalii                | - 1598 Filip II 1621 |
| Książę w Prusach               | - 1568 Albrecht Fryderyk 1618 - 1603 Joachim Fryderyk (regent) 1608                                                                            |
| Car Rosji                      | - 1606 Wasyl IV Szujski 1610 |
| Cesarz Rzymski (niemiecki)     | - 1576 Rudolf II Habsburg 1612 |
| Kapitanowie Regenci San Marino | - 1606 Annibale Belluzzi Giuliano Fattori 1607 - 1607 Lorenzo Martelli Leone Pellicieri 1607 - 1607 Camillo Bonelli Giambattista Belluzzi 1608 |
| Elektor Saksonii               | - 1591 Krystian II Wettyn 1611 |
| Król Szkocji                   | - 1567 Jakub VI 1625 |
| Król Szwecji                   | - 1599 Karol IX Waza 1611 |
| Król Tajlandii                 | - 1605 Eka Thotsarot 1610 |
| Sułtan Turków                  | - 1603 Ahmed I 1617 |
| Doża Wenecji                   | - 1606 Leonardo Donato 1612 |
| Król Węgier                    | - 1576 Rudolf II 1608 |
| Książęta Wirtembergii          | - 1593 Fryderyk I 1608 |

Rok 1607 / MDCVII
stulecia: XVI wiek ~
XVII wiek ~
XVIII wiek

lata: 1597 «
1602 «
1603 «
1604 «
1605 «
1606 «
1607
» 1608
» 1609
» 1610
» 1611
» 1612
» 1617

## Wydarzenia w Polsce
- 10 kwietnia – napad katolickich mieszkańców Krakowa na cmentarz ewangelicki, zniszczono groby, zbezczeszczono ciała zmarłych i rozpędzono orszak pogrzebowy[1].
- 7 maja–16 czerwca – w Warszawie obradował sejm zwyczajny[2].
- Lipiec – tzw. „druga dymitriada”.
- 5 lipca – zwycięstwo wojsk króla Zygmunta III Wazy nad siłami rokoszan Mikołaja Zebrzydowskiego w bitwie pod Guzowem.
- Październik – na skutek interwencji magnaterii polskiej na tronie mołdawskim zasiadł Konstantyn Mohyła.
- Przybył na ziemie polskie zakon żebraczy reformatów[3].

## Wydarzenia na świecie
- 24 stycznia – Mannheim w Badenii-Wirtembergii uzyskało prawa miejskie.
- 24 lutego – premiera „Orfeusza” Claudio Monteverdiego na dworze Gonzagów w Mantui – właściwe (według krytyków) narodziny opery.
- 17 kwietnia – Armand Jean Richelieu otrzymał sakrę biskupią.
- 25 kwietnia – wojna osiemdziesięcioletnia: holenderska flota zniszczyła hiszpańską flotę zakotwiczoną w zatoce gibraltarskiej – Bitwa morska pod Gibraltarem.
- 26 kwietnia – trzy angielskie statki z osadnikami dotarły do zatoki Chesapeake w Wirginii i rozpoczęły żeglugę w górę rzeki rzeki James, w poszukiwaniu dogodnego miejsca do założenia pierwszej stałej osady w Ameryce Północnej – Jamestown.
- 14 maja – założono pierwsze stałe osiedle angielskie w Ameryce Północnej – Jamestown.
- 16 lipca – Rzeczpospolita i Imperium Osmańskie zawarły traktat pokojowy
- 22 października – Gustaw Adolf został w katedrze w Uppsali koronowany na króla Szwecji (data według nowego stylu).
- 1 grudnia – wykonano pierwszy wyrok śmierci w brytyjskich koloniach w Ameryce Północnej. Radny George Kendall z Jamestown, pierwszej stałej osady kolonistów angielskich, został rozstrzelany za szpiegostwo na rzecz Hiszpanii.

- Henry Hudson odkrył wyspę Jan Mayen.
- stłumiono Powstanie Bołotnikowa

## Urodzili się
- 10 stycznia – Izaak Jogues, francuski jezuita, misjonarz w Kanadzie, męczennik, święty katolicki (zm. 1646)
- 14 stycznia – Kasjan z Nantes, kapucyn, misjonarz, męczennik, błogosławiony katolicki (zm. 1638)
- 24 marca – Michiel de Ruyter, holenderski admirał (zm. 1676)
- 14 sierpnia – Franciszek de Capillas, hiszpański dominikanin, misjonarz, męczennik, święty katolicki (zm. 1648)
- 24 sierpnia – Sebastian von Rostock, niemiecki duchowny katolicki, biskup wrocławski, starosta generalny Śląska (zm. 1671)
- 5 listopada – Anna Maria van Schurman, holenderska filozof, uczona, poetka pochodzenia niemieckiego (zm. 1678)
- 23 listopada – Andrzej Trzebicki, polski duchowny katolicki, biskup krakowski i przemyski, podkanclerzy koronny (zm. 1679)

## Zmarli
- 4 stycznia – Gillis van Coninxloo, flamandzki malarz leśnych krajobrazów, uznawany za najwybitniejszego twórcę dzieł o tej tematyce (ur. 1544).
- 3 lutego – Tolomeo Gallio, włoski kardynał (ur. 1527)
- 10 lutego – Gedeon Bałaban, prawosławny biskup lwowski i kamieniecko-podolski (ur. 1530)
- 22 lutego – Gustaw Eriksson Waza, syn Eryka XIV i Katarzyny Månsdotter (ur. 1568)
- 15 kwietnia – César de Bus, francuski duchowny katolicki, błogosławiony (ur. 1544)
- 25 kwietnia – Jacob van Heemskerck, holenderski żeglarz i admirał (ur. 1567)
- 25 maja – Maria Magdalena de’ Pazzi, włoska karmelitanka, święta Kościoła katolickiego (ur. 1566)
- maj – Cyryl Terlecki, duchowny prawosławny, współtwórca unii brzeskiej (ur. ok. 1540)
- 19 czerwca – Hiob (patriarcha Moskwy), pierwszy patriarcha moskiewski i całej Rusi, święty prawosławny (ur. 1525)
- 28 czerwca – Domenico Fontana, tesyński architekt tworzący w okresie późnego renesansu (ur. 1543)
- 30 czerwca – Cezary Baroniusz, sługa Boży Kościoła katolickiego, włoski kardynał, historyk i hagiograf (ur. 1538)
- 22 sierpnia – Bartholomew Gosnold, prawnik i podróżnik angielski, kaper, badacz wschodniego wybrzeża Ameryki Północnej (ur. 1572)
- 14 września – Szymon Mohyła, hospodar wołoski mołdawski od 1606 do 1607 z dynastii Mohyłów
- 22 września – Alessandro Allori, włoski malarz manierystyczny (ur. 1535)
- 19 października – Sebastian Grabowiecki, polski poeta i dyplomata (ur. 1543)
- 31 października – Wawrzyniec Goślicki, polski pisarz polityczny i biskup katolicki (ur. 1538)
- 27 grudnia – Jan Zemełka, polski lekarz i filozof, działacz społeczny (ur. 1539)

- data dzienna nieznana: 
  - Ğazı II Girej, chan krymski (ur. 1551)
  - Hieronim Jazłowiecki, wojewoda podolski (ur. 1570)
  - Katarzyna Kosińska, wojewodzina mazowiecka i podlaska
  - Paweł Kostka, chorąży ciechanowski (ur. 1549)
  - Stanisław Miński, wojewoda łęczycki, podkanclerzy koronny (ur. 1561)
  - Szymon Mohyła, hospodar wołoski mołdawski od 1606 do 1607 z dynastii Mohyłów
  - Cyryl Terlecki, duchowny prawosławny, współtwórca unii brzeskiej (ur. ok. 1540)

## Zdarzenia astronomiczne
- 27 października – pojawiła się Kometa Halleya.

## Święta ruchome
- Tłusty czwartek: 22 lutego
- Ostatki: 27 lutego
- Popielec: 28 lutego
- Niedziela Palmowa: 8 kwietnia
- Wielki Czwartek: 12 kwietnia
- Wielki Piątek: 13 kwietnia
- Wielka Sobota: 14 kwietnia
- Wielkanoc: 15 kwietnia
- Poniedziałek Wielkanocny: 16 kwietnia
- Wniebowstąpienie Pańskie: 24 maja
- Zesłanie Ducha Świętego: 3 czerwca
- Boże Ciało: 14 czerwca